# 马帅
马帅（1985年2月16日—），中国足球运动员，司职前锋。

## 职业生涯
马帅出身于大连实德青年队。2004年，没有通过体能测试的马帅被大连队租借至香港甲组足球联赛球队公民一个赛季。他在2004/05赛季表现非常抢眼，联赛出场21次打进14球，排名射手榜第三位，在赛季结束后入选联赛最佳11人名单（香港足总「足球明星」）。
2005年夏季，马帅回归大连实德队。7月10日，他在大连队和北京国安的联赛进行到第58分钟时替补扬科维奇出场，首次在中超联赛中亮相。他在出场后不久即打进一球，最终帮助球队在客场4比3战胜对手。在2005赛季中，马帅共获得6次联赛出场的机会，并且取得5个进球。11月20日，马帅在足协杯决赛中头球破门，取得致胜进球，大连实德以1比0击败山东鲁能泰山，成为联赛杯赛双冠王。2006赛季，马帅依然担任球队替补前锋，联赛出场9次，虽没有进球，但依然是球队牵制对手防守的利器。他在该赛季的代表作是2006年9月1日的2006年中国足协杯半决赛第二回合，他在大连实德1比4落后浙江绿城的情况下在第83分钟和伤停补时阶段连入两球，帮助大连实德把比分扳成3比4，并以总比分6比5惊险进入决赛。
2007赛季前的球队热身中，马帅和球队的荷兰籍主帅邦弗雷雷发生言语冲突，之后再也未能进入球队比赛的大名单。邦弗雷雷离开大连队后，马帅又因为伤病原因无法回归一线队。2008赛季结束后，马帅被大连实德挂牌。之后马帅曾经在青岛中能和长沙金德等球队试训，但在价格无法达成协议的情况下，最后没有获得留队的机会。
2010年，马帅东渡日本，加盟日本岩手县丁级足球联赛球队岩手八幡平。2011年他回国试训中超球队辽宁宏运试训，最终自由转会加盟辽宁队。但他仅在预备队联赛中出场，赛季结束后并没有得到续约。
2012年3月至今作为足球教练员就职于恒大足球学校。

## 荣誉
- 中国足球超级联赛冠军：2005
- 中国足协杯冠军：2005